# Шизофреноподібний розлад
Шизофреноподібний або шизофреноформний розлад (англ. Schizophreniform disorder) — психічний розлад, при якому пацієнти мають симптоми, характерні для шизофренії, але хворіють менш як 6 місяців. 
У DSM-5 визначено такі критерії: 1) пацієнт має психотичні симптоми, характерні для шизофренії, такі як галюцинації, маячення або дезорганізоване мовлення; 2) симптоми не пов'язані зі зловживанням психоактивними речовинами, прийомом лікарських препаратів або станом здоров'я; 3) шизо- афективний розлад і афективний розлад з психотичними ознаками виключені; 4) тривалість захворювання довше 1 місяця, але менш як 6 місяців.
Діагноз змінюється на шизофренію при збереженні понад 6 місяців, навіть якщо наявні лише залишкові симптоми (наприклад пригнічений афект). Цей діагноз ідентифікує дуже різноманітну групу пацієнтів, у більшості з яких згодом розвивається шизофренія, афективний розлад або шизоафективний розлад.
Рекомендації щодо лікування такі самі, як і при шизофренії.